# Trylisica (przystanek kolejowy)
Trylisica (ukr. Трилісці, ros. Трилесцы) – przystanek kolejowy w miejscowości Trylisica, w rejonie łuckim, w obwodzie wołyńskim, na Ukrainie. Leży na linii Zdołbunów – Kowel.